# Нарышкино (муниципальное образование город Алексин)
Нарышкино — деревня в Тульской области России. С точки зрения административно-территориального устройства входит в Спас-Конинский сельский округ, Алексинский район. В плане местного самоуправления входит в состав муниципального образования город Алексин.

## География
Нарышкино находится в северо-западной части региона, в пределах северо-восточного склона Среднерусской возвышенности, в подзоне широколиственных лесов, при автодороге 70Н-002, южнее дер. Каргашино, в 18 км к юго-востоку от Алексина.
Абсолютная высота —  216 метров над уровнем моря.

### Климат
Климат на территории Нарышкино, как и во всём районе, характеризуется как умеренно континентальный, с ярко выраженными сезонами года. Средняя температура воздуха летнего периода — 16 — 20 °C (абсолютный максимум — 38 °С); зимнего периода — −5 — −12 °C (абсолютный минимум — −46 °С).
Снежный покров держится в среднем 130—145 дней в году.
Среднегодовое количество осадков — 650—730 мм.

## История
Селение является древним по происхождению. Согласно писцовой книге 1627-8 г., на месте бывшей деревни Нарышкино находилась заброшенная пустошь, принадлежавшая Щербачёву. В 18 в. на месте бывшей пустоши возникает новая деревня с тем же названием.
По ревизии 1811 г. Нарышкино было разделено между представителями рода Арсеньевых.
По ревизии 1850 г. у Нарышкина уже были иные владельцы (Лихачёв, Нарышкин и др.)
До революции относилось к Спас-Конинской волости Алексинского уезда.
Жители были приписаны к епархии Храма во имя Преображения Господня в селе Спас-Конино.

## Население
| 2010 |
| ---- |
| 0    |

## Инфраструктура
Обслуживается отделением почтовой связи 301355.
Личное подсобное хозяйство (на ноябрь 2022 года  14 домов).

## Транспорт
Деревня доступна автотранспортом. 